# Batijaha
Batijaha (Schreibvariante: Bati Jaha) ist eine Ortschaft im westafrikanischen Staat Gambia.
Nach einer Berechnung für das Jahr 2013 leben dort etwa 489 Einwohner, das Ergebnis der letzten veröffentlichten Volkszählung von 1993 betrug 323.

## Geographie
Batijaha liegt in der Central River Region im Distrikt Nianija, am nördlichen Ufer des Gambia-Flusses. Der Ort liegt rund 1,6 Kilometer östlich von Palalley.